# Psicoticismo
O psicoticismo é um dos três traços usados pelo psicólogo Hans Eysenck em seu modelo de personalidade P-E-N (psicoticismo, extroversão e neuroticismo). O psicoticismo é um padrão de personalidade tipificado por agressividade e hostilidade interpessoal.
Eysenck acredita que altos níveis dessa característica estão ligados ao aumento da vulnerabilidade à psicose, como na esquizofrenia. Ele também acreditava em uma base genética para o traço, sugerindo que parentes sanguíneos de psicóticos mostrariam altos níveis de psicoticismo.

## Natureza
O psicoticismo é conceitualmente semelhante ao fator de restrição no modelo de personalidade de três fatores de Tellegen. psicoticismo pode ser dividido em características mais estreitas, como impulsividade e busca por sensações. Estes podem, por sua vez, ser subdivididos em características ainda mais específicas. Por exemplo, a impulsividade pode ser dividida em impulsividade estreita (responsividade impensada), assunção de riscos, não planejamento e vivacidade. busca por sensações também foi analisada em várias facetas separadas.
Eysenck argumentou que pode haver uma correlação entre psicoticismo e criatividade.

## Críticos
Os críticos da característica sugeriram que a característica é heterogênea demais para ser considerada como uma característica única. Costa e McCrae acreditam que a simpatia e a consciência (ambas as quais representam baixos níveis de psicoticismo) precisam ser distinguidas nos modelos de personalidade. Também foi sugerido que "psicoticismo" pode ser um nome impróprio e que "psicopatia" ou "Busca por sensação não socializada e impulsiva" seriam melhores rótulos.

## Bases biológicas
Acredita-se que o psicoticismo esteja associado a níveis de dopamina. Outros correlatos biológicos do psicoticismo incluem baixa condição e baixos níveis de monoamina oxidase; beta-hidroxilase, cortisol, noradrenalina no líquido cefalorraquidiano também parecem relevantes para o nível de psicoticismo.
A base teórica de Eysenck para o modelo foi a teoria de Einheitspsychosen (psicose unitária) do psiquiatra alemão do século XIX, Heinrich Neumann.

## Mais Informações
- Eysenck, HJ e Eysenck, SBG (1976). Psicoticismo como dimensão da personalidade. Londres: Hodder e Stoughton